# نمازگاه‌های هرات
در سال ۸۱۳ ه ق عصر تیموریان هرات شاهرخ فرزند تیمور که پایتخت خراسان را از سمرقند به هرات انتقال داد به منظور پیشبرد دانش و پیشه‌ها و هنرهای ظریف بناهای عمارات معروف به مصلی‌های هرات آغاز شد. مصلی‌های هرات متشکل است از گنبد گوهر شاد، منار مدرسه گوهر شاد، منار مسجد جامع گوهر شاد، چهار منار مدرسه سلطان حسین، آرامگاه امیر علی شیر نوایی موجود است که در اثر جنگ‌های چندین ساله و اوضاع جوی آسیب دیده است.